# Mouvement national pour la démocratie et le développement
Le Mouvement national pour la démocratie et le développement (MNDD) est un parti politique béninois, de centre gauche, créé en 1990 par Bertin Borna.

## Histoire
Le Mouvement national pour la démocratie et le développement est un parti politique béninois, situé centre gauche et fondé en 1990 par Bertin Borna. Lors des élections législatives de 1991, le MNDD s’allie au Mouvement pour la solidarité, l'union et le progrès et à l'Union pour la démocratie et la reconstruction nationale ; ensemble, ils obtiennent 8,4 % des votes et remportent six des 64 sièges disponibles à l'Assemblée nationale,.
Cette alliance tripartite ne tient qu’un temps, c’est donc seul que le MNDD avance aux élections suivantes et ne parvient à remporter qu’un seul siège, obtenu par Bertin Borna qui conserve son mandat de député, avec 2 % des voix.

## Résultats électoraux

### Élection présidentielle
| Année | Candidat     | Premier tour | Premier tour | Premier tour   | Second tour      | Second tour      | Second tour      | Statut |
| Année | Candidat     | Voix         | %            | Rang (en voix) | Voix             | %                | Rang (en voix)   | Statut |
| ----- | ------------ | ------------ | ------------ | -------------- | ---------------- | ---------------- | ---------------- | ------ |
| 1991  | Bertin Borna | 18 578       | 1,6          | 8e             | Ne participe pas | Ne participe pas | Ne participe pas | Perdu  |

### Élections législatives
| Année | Voix   | %   | Rang (en voix) | Sièges | Gouvernement |
| ----- | ------ | --- | -------------- | ------ | ------------ |
| 1991  | 86 556 | 8,4 | 6e             | 6 / 64 | Kérékou      |
| 1995  | 28 993 | 2   | 15e            | 1 / 83 | Soglo        |